# El ventilador (late show)
El ventilador era un late show de televisión producido por La fábrica de la tele y emitido por la cadena española Telecinco entre el 6 de noviembre de 2007 y el 1 de abril de 2008.
El programa estaba presentador por Yolanda Flores, con un equipo habitual de tertulianos formado por Lydia Lozano, Diego Arrabal, Carlos Ferrando, Víctor Sandoval, Carmen Pardo y Kiko Hernández.

## Historia
El ventilador se estrenó el 6 de noviembre de 2007 como heredero de TNT, programa de igual formato y horario, también presentado por Yolanda Flores y retirado de la parrilla pocos meses antes.
El 1 de abril de 2008, coincidiendo con la finalización del concurso, El ventilador se despidió, sin concretar la cadena su regreso en una nueva temporada.

## Formato
El ventilador era un talk show, con debates y entrevistas, siempre centrados en la prensa rosa. Cada semana acudían al programa varios invitados relacionados con el mundo del corazón, en gran parte, exconcursantes de reality shows de la cadena, que se enfrentaban a las preguntas de los contertulios del programa o de otro invitado para la ocasión. Algunos de los invitados del programa fueron Pipi Estrada, Sonia Arenas, Pocholo Martínez Bordiú, Lucía Lapiedra, Rossy de Palma o Aída Nízar.

## Episodios y audiencias
| Temporada | Temporada | Episodios | Estreno                | Final              | Audiencia media | Audiencia media | Audiencia media |
| Temporada | Temporada | Episodios | Estreno                | Final              | Espectadores    | Cuota           |                 |
| --------- | --------- | --------- | ---------------------- | ------------------ | --------------- | --------------- | --------------- |
|           | 1         | 26        | 6 de noviembre de 2007 | 1 de abril de 2008 | 937 000         | 23,2%           |                 |

## Primera temporada (2007-2008)
| N.º (programa) | N.º (temp.) | Fecha                   | Audiencia         |
| -------------- | ----------- | ----------------------- | ----------------- |
| 1              | 1           | 6 de noviembre de 2007  | 1 073 000 (18,8%) |
| 2              | 2           | 13 de noviembre de 2007 | 946 000 (19,1%)   |
| 3              | 3           | 20 de noviembre de 2007 | 1 286 000 (22,3%) |
| 4              | 4           | 27 de noviembre de 2007 | 957 000 (16,7%)   |
| 5              | 5           | 4 de diciembre de 2007  | 850 000 (19,0%)   |
| 6              | 6           | 11 de diciembre de 2007 | 952 000 (17,8%)   |
| 7              | 7           | 3 de enero de 2008      | 840 000 (18,1%)   |
| 8              | 8           | 10 de enero de 2008     | 816 000 (27,3%)   |
| 9              | 9           | 17 de enero de 2008     | 1 103 000 (35,1%) |
| 10             | 10          | 24 de enero de 2008     | 860 000 (27,7%)   |
| 11             | 11          | 31 de enero de 2008     | 820 000 (26,5%)   |
| 12             | 12          | 7 de febrero de 2008    | 811 000 (28,7%)   |
| 13             | 13          | 14 de febrero de 2008   | 849 000 (27,6%)   |
| 14             | 14          | 19 de febrero de 2008   | 844 000 (12,7%)   |
| 15             | 15          | 21 de febrero de 2008   | 934 000 (28,2%)   |
| 16             | 16          | 26 de febrero de 2008   | 1 178 000 (19,2%) |
| 17             | 17          | 28 de febrero de 2008   | 912 000 (30,6%)   |
| 18             | 18          | 4 de marzo de 2008      | 864 000 (19,8%)   |
| 19             | 19          | 6 de marzo de 2008      | 888 000 (30,7%)   |
| 20             | 20          | 11 de marzo de 2008     | 785 000 (14,9%)   |
| 21             | 21          | 13 de marzo de 2008     | 1 085 000 (33,5%) |
| 22             | 22          | 18 de marzo de 2008     | 1 131 000 (18,5%) |
| 23             | 23          | 20 de marzo de 2008     | 965 000 (20,1%)   |
| 24             | 24          | 25 de marzo de 2008     | 640 000 (21,3%)   |
| 25             | 25          | 27 de marzo de 2008     | 1 101 000 (28,6%) |
| 26             | 26          | 1 de abril de 2008      | 883 000 (18,0%)   |